# Resolutie 1160 Veiligheidsraad Verenigde Naties
Resolutie 1160 van de Veiligheidsraad van de Verenigde Naties werd unaniem door de VN-Veiligheidsraad aangenomen op 31 maart 1998, en legde een wapenembargo op tegen Servië en Montenegro in het kader van de Kosovaarse Oorlog.

## Achtergrond
Toen Joegoslavië begin jaren 1990 uiteenviel ontstond een bloedige oorlog onder de voormalige deelrepublieken, waarvan de meeste onafhankelijk werden. Eén daarvan was de confederatie Servië en Montenegro, met haar zuidelijke provincie Kosovo. Het overgrote deel van de Kosovaarse bevolking bestaat uit Albanezen, waardoor de provincie onder Joegoslavië een grote autonomie kende. Die werd na het uiteenvallen door Servië ingetrokken, waarna het verzet tegen het land aangroeide. In 1996 nam het Kosovaarse Bevrijdingsleger de wapens op. Na internationale tussenkomst kwam Kosovo onder VN-bestuur te staan, en in 2008 verklaarde het zich onafhankelijk.

## Inhoud

### Waarnemingen
Een aantal landen stelde voor een omvangrijk wapenembargo op te leggen tegen Servië en Montenegro, inclusief Kosovo. De Veiligheidsraad betreurde het geweld dat de Servische politie gebruikte tegen vreedzame betogers in Kosovo en de terreurdaden van het Kosovaarse Bevrijdingsleger. Verder stonden alle lidstaten achter de soevereiniteit en de territoriale integriteit van Servië en Montenegro.

### Handelingen
Servië en Montenegro werd opgeroepen de kwestie-Kosovo door middel van dialoog op politieke wijze op te lossen. De Kosovaars-Albanezen werden op hun beurt opgeroepen de terreur af te zweren en enkel op vreedzame wijze hun doelen na te streven. Door die Kosovaars-Albanezen uitzicht op een politiek proces te geven kon Belgrado
ook van het geweld en de terreur afraken. De oplossing van het conflict moest wel rekening houden met de territoriale integriteit van Servië en Montenegro maar met meer autonomie voor Kosovo.
Verder besloot de Veiligheidsraad een wapenembargo tegen Servië en Montenegro op te leggen. Tevens werd een comité opgericht om hierop toe te zien. Deze maatregelen zouden worden herzien op voorwaarde dat het land een dialoog begon, zijn politie-eenheden terugtrok en hulporganisaties en een buitenlandse missie toeliet in Kosovo.

## Verwante resoluties
- Resolutie 1145 Veiligheidsraad Verenigde Naties (1997)
- Resolutie 1147 Veiligheidsraad Verenigde Naties
- Resolutie 1166 Veiligheidsraad Verenigde Naties
- Resolutie 1168 Veiligheidsraad Verenigde Naties

Lijst ·  1147 ·  1148 ·  1149 ·  1150 ·  1151 ·  1152 ·  1153 ·  1154 ·  1155 ·  1156 ·  1157 ·  1158 ·  1159 ·  1160 ·  1161 ·  1162 ·  1163 ·  1164 ·  1165 ·  1166 ·  1167 ·  1168 ·  1169 ·  1170 ·  1171 ·  1172 ·  1173 ·  1174 ·  1175 ·  1176 ·  1177 ·  1178 ·  1179 ·  1180 ·  1181 ·  1182 ·  1183 ·  1184 ·  1185 ·  1186 ·  1187 ·  1188 ·  1189 ·  1190 ·  1191 ·  1192 ·  1193 ·  1194 ·  1195 ·  1196 ·  1197 ·  1198 ·  1199 ·  1200 ·  1201 ·  1202 ·  1203 ·  1204 ·  1205 ·  1206 ·  1207 ·  1208 ·  1209 ·  1210 ·  1211 ·  1212 ·  1213 ·  1214 ·  1215 ·  1216 ·  1217 ·  1218 ·  1219